# Таушиц, Штефан
Стефан Таушиц (нем. Stephan Tauschitz; 9 июля 1889 — 29 марта 1970, Клагенфурт) — австрийский фермер, политик и дипломат.

## Биография
После посещения средней школы в Клагенфурте Таушиц учился в Венском техническом университете, получил диплом инженера в 1922 году. Принимал участие в Первой мировой войне (1914—1918), дослужился до звания капитана и был ранен в Сербии. Некоторое время пребывал в военизированном объединении Хеймвер, но потом вышел из него.
В 1927 году он стал членом Аграрной лиги. Таушиц был депутатом Ландтага Каринтии (1927—1930), который он возглавлял с 27 октября 1931 года до 20 октября 1932 года. С 1927 по 1934 он был членом Национального совета, в 1931—1932 годах третий президент Национального Совета. 1932—1933 он был председателем парламентских групп Лиги Земли.
В 1933 году он был послом Австрии в Берлине и Каунасе. С 10 июля 1934 года по 3 августа 1934 года Таушиц был государственным секретарем по иностранным делам в Федеральном правительстве.
7 мая 1945 года принял от Фридриха Райнера его должность гауляйтера и губернатора Каринтии к Исполнительному комитету. Председатель этого комитета был социал-демократ Ханс Пиеч, его заместителем был Стефан Таушиц. Британское правительство колебалось в решении вопроса о признании этого правительства.
В 1950 году он был восстановлен на дипломатической службе Республики Австрии, он был министром, а затем послом в Аргентине, Парагвае и Уругвае, в последнее время в Афинах.
31 декабря 1954 года он был переведен на постоянную пенсию. 28 февраля 1955 года вышел в отставку.